# 練馬新聞
練馬新聞（ねりましんぶん）は、東京都の地方紙として発行している新聞。

## 概要
通常はブランケット判2ページ建て。
発行日は第1・3・4土曜日。大量の記事広告を増ページで収容する場合などに月2回発行（合併号扱い）となる。
創刊当初から練馬区内の読売新聞・朝日新聞・毎日新聞などの販売店に委託し販売・宅配を行っているが、郵送も多い。

## 歴史
1948年（昭和23年）に中山唯男ら区内の新聞販売店経営者が中心となり創刊した地域紙。
1982年（昭和57年）に記者の鳥居義太郎が練馬経済新聞を創刊して独立。

## 紙面
内容的には区内のイベント、スポーツ、農業・緑化、福祉、企業などのタイアップ記事や練馬区役所の報道発表資料を基にした記事が中心。
政治は、国会・都議会議員の後援会パーティー、区長の所信表明演説、区議会代表質問の質問者と項目紹介をしている。

## 代表者
代表の山田忠義は第13代参議院議長安井謙の元秘書であり、現在は練馬新聞の経営および編集を引き継いでいる。
2006年（平成18年）ごろには、練馬新聞の後援者団体・練馬八日会とともに、としまえんに仮称・新東京タワーの誘致を目指すが、誘致できず東武鉄道の東京スカイツリーに決定。